# Kuta Cepu
Kuta Cepu is een bestuurslaag in het regentschap Subulussalam van de provincie Atjeh, Indonesië. Kuta Cepu telt 1320 inwoners (volkstelling 2010).